# Saúde mental no Brasil
A saúde mental tem se tornado um tema de relevância no Brasil, especialmente após o impacto do estresse ocupacional, transtornos mentais comuns e outras consequências que a pandemia de COVID-19 ressaltou. As condições de trabalho e fatores psicossociais têm se correlacionado com o ambiente laboral e o adoecimento mental dos trabalhadores. Diversos estudos têm explorado como essas questões afetam diferentes setores, desde o contexto hospitalar até o teletrabalho.

## Políticas e programas de saúde mental no Brasil
No Brasil, o Sistema Único de Saúde (SUS) contém medidas para saúde mental dos trabalhadores como ações de prevenção , sistema de vigilância em saúde e programas de suporte psicológico. A Vigilância em Saúde do Trabalhador (Visat) prevê um conjunto de ações com o objetivo de promover a saúde dos trabalhadores e a prevenção de riscos associados às condições do ambiente de trabalho, como intervenções em fatores de risco, ambientes ,processos de trabalho, análises epidemiológicas e sociais, regulação dos processos de trabalho e reuniões técnicas e audiências com empresas. Além disso, em 2002, o SUS criou a Rede Nacional de Atenção Integral à Saúde do Trabalho (RENAST) com o objetivo de garantir a promoção da saúde do trabalhador, em 2004 transtornos mentais relacionados ao trabalho (TMRT) e outros agravos relacionados ao trabalho (ART) foram definidos como notificação compulsória, sendo assim estes dados passaram a ser registrados no Sistema Nacional de Agravo e Notificação (SINAN).

### Setembro Amarelo
Setembro Amarelo é uma campanha brasileira de prevenção ao suicídio, iniciada em 2015. O mês de setembro foi escolhido para a campanha porque, desde 2003, o dia 10 de setembro é o Dia Mundial de Prevenção do Suicídio.
Ao contrário de outras campanhas como o Dezembro Vermelho e o Outubro Rosa, o Setembro Amarelo não é reconhecido oficialmente em âmbito nacional por meio de lei federal. Contudo, esse reconhecimento já ocorreu localmente em estados, como em Santa Catarina em 2018, e em vários municípios, que instituíram oficialmente a campanha.
Durante o mês da campanha, costuma-se iluminar locais públicos com a cor amarela. Por exemplo, em 2015 foram iluminados o  Cristo Redentor (RJ), o Congresso Nacional (DF), o Estádio Beira Rio (RS), entre outros. A ideia é promover eventos que abram espaço para debates sobre suicídio e divulgar o tema alertando a população sobre a importância de sua discussão.

## Prevalência de transtornos

### Ansiedade e depressão
Os números relacionados a transtornos de ansiedade e depressão no Brasil são altos. Segundo dados divulgados pela Organização Mundial da Saúde (OMS), no dia 23 de fevereiro de 2017, 5,8% da população brasileira sofria de depressão, o que representava 11,5 milhões de brasileiros com a doença. O Brasil é o país com maior prevalência de depressão da América Latina e o segundo com maior prevalência no continente americano, ficando só um pouco atrás dos Estados Unidos.
No tocante à ansiedade, o Brasil é o recordista mundial. 9,3% da população sofria com o problema, ainda segundo o mesmo relatório da OMS, ou 18,6 milhões de pessoas, em números absolutos. A média mundial dos casos de ansiedade foi de 3,6%, um número consideravelmente menor. Cabe ressaltar que muitas pessoas têm tanto ansiedade quanto depressão.

### Suicídio
Nas últimas décadas, observa-se o crescimento ininterrupto dos casos de suicídio no Brasil. Os números são especialmente preocupantes entre jovens. Em um período de 28 anos, houve um aumento de 30% nos casos de suicídio, taxa maior do que a média das outras faixas etárias. A taxa cresce por uma conjunção de fatores. "A sociedade está cada vez menos solidária, o jovem não tem mais uma rede de apoio. Além disso, é desiludido em relação aos ideais que outras gerações tiveram", afirma Neury Botega, psiquiatra da UNICAMP.
Conforme a Organização Mundial da Saúde (OMS), o Brasil está em oitavo dentre os países com maior número de suicídios, atrás de Índia, China, Estados Unidos, Rússia, Japão, Coreia do Sul e Paquistão. Em 2013, contabilizou 11.821 suicídios (9.198 do sexo masculino e 2.623 do sexo feminino). Em taxas relativas (mortes por cem mil habitantes), o Rio Grande do Sul tem a maior taxa, com 10,2, seguido de Roraima, Mato Grosso do Sul e Santa Catarina, conforme levantamento do Ministério da Saúde abarcando o período de 2006 a 2010.
O Brasil é signatário do "Plano de Ação sobre Saúde Mental 2013–2020" da Organização Mundial da Saúde, que busca a redução da taxa de suicídio em 10% até 2020; no entanto, nos últimos dez anos, o número de suicídios no país tem aumentado, o que tem preocupado o governo.

## Fatores psicossociais e saúde mental
O ambiente de trabalho pode apresentar diversos fatores psicossociais que influenciam negativamente a saúde mental dos trabalhadores. Entre os principais fatores de risco estão a sobrecarga de trabalho, a precarização das condições de trabalho, a falta de suporte social, e a exigência de altos níveis de produtividade. Pesquisas realizadas no setor hospitalar, por exemplo, revelam que o estresse e a exaustão mental são particularmente comuns entre profissionais de saúde, especialmente durante a pandemia de COVID-19.

## Impacto da pandemia de COVID-19
A pandemia de COVID-19 intensificou os problemas de saúde mental no ambiente de trabalho, particularmente entre os profissionais de saúde que enfrentaram condições extremas de estresse , alta demanda dos pacientes ,escassez dos recursos do local de trabalho e incertezas. Estudos destacam o aumento dos casos de ansiedade e depressão entre trabalhadores de unidade de terapia intensiva (UTI) e a sobrecarga emocional enfrentada pelos profissionais de saúde de linha de frente. Além disso, trabalhadores de outros setores, como o judiciário trabalhista, enfrentaram um aumento nos transtornos mentais devido às exigências do teletrabalho durante a pandemia.

## Desafios e perspectivas
Embora haja políticas e programas em vigor, ainda há desafios consideráveis na promoção da saúde mental no Brasil. Dificuldades como a escassez de recursos, a falta de conscientização e a carência de programas de prevenção continuam sendo obstáculos para a implementação de ações mais efetivas. A criação de estratégias preventivas, campanhas de conscientização e o fortalecimento de programas de suporte psicológico para os trabalhadores são medidas necessárias para o futuro. Concluindo, a incorporação da saúde mental em relatórios de gestão de risco demonstra um avanço significativo na conscientização sobre a importância do bem-estar psicológico nas empresas. Medidas como essa podem não apenas melhorar o ambiente de trabalho, mas também reduzir custos relacionados a afastamentos e queda de produtividade, criando uma cultura organizacional mais saudável e sustentável.